# Costa Salvaje (América del Sur)

Mapa hidrográfico y topológico de las Guayanas y estados vecinos.

La Costa Salvaje (en holandés, Wilde kust; en inglés, Wild Coast; en francés, Côte Sauvage) designó durante mucho tiempo el litoral ubicado entre el delta del Orinoco y el delta del Amazonas aproximadamente. Actualmente, estas costas se extienden por ambos lados de Brasil, Guayana Francesa, Surinam, Guyana y Venezuela.

## Historia
En 1500 Vicente Yáñez Pinzón, que había acompañado a Colón en su primer viaje, informó sobre esta región costera que, más tarde, sería conocida como la Costa Salvaje. El mismo Yáñez Pinzón registra que la zona meridional era conocida por los nativos como Paricora, el dominio del palikur. La Paricora había sido avistada a principios de año por las flotillas de Alonso de Ojeda y Américo Vespucio cuando divisaban la salida del Amazonas por primera vez.

Según Pedro Mártir de Anglería, «descubrieron que desde unos grandes montes se precipitaban con gran ímpetu ríos de rápidas corrientes. Dicen que dentro de aquel piélago hay numerosas islas feraces por la riqueza de su suelo y llenas de pueblos. Cuentan que los indígenas de esta región son pacíficos y sociables, pero poco útiles para los nuestros, ya que no consiguieron de ellos ningún provecho apetecible, como oro o piedras preciosas; en vista de ello, se llevaron de allí 30 cautivos. Los indígenas llaman a dicha región Mariatambal; empero, la situada al oriente del río se dice Camamoro, y la occidental Paricora. Los indígenas indicaban que en el interior de aquella costa existía cantidad no despreciable de oro.»
Pedro Mártir de Anglería, 1501

Los primeros europeos establecidos en la región fueron los holandeses durante las décadas de 1570 y 1580. En 1676 Francia, tras vencer a Inglaterra y Holanda y a costa de ello asegura su establecimiento en la Costa Salvaje.
Hasta principios del siglo XIX, incluía varias colonias europeas ocupadas hoy por la Guayana Francesa (Cayena es holandesa de 1656 a 1664), Surinam (Paramaribo es inglesa desde 1650 hasta 1667) y Guyana (donde los holandeses ceden a los británicos sus colonias de Berbice, Pomeroon (fundada por los holandeses en 1657 y destruida por los ingleses en 1665), Démerara y Esequibo).